# Привредни раст
Економски раст представља повећање капацитета привреде да производи добра и услуге, у поређењу једног периода са другим. 
Економски раст може бити измерен у номиналним условима, који укључују инфлацију, или у стварним условима који су прилагођени инфлацији. За поређење економског раста једне земље са другом се користи бруто домаћи производ, зато што се ти фактори рачунају када се гледа разлика између становника различитих држава. 
Економски раст се углавном везује за технолошке промене. Као пример се може узети привреда Сједињених Америчких Држава у периоду увођења интернета и свих технологија које су дошле заједно са интернетом. Раст привреде није само чисто повећање капацитета производње, већ и унапређење услова живота људи који живе од те привреде.